# 서피스 프로
마이크로소프트 서피스 프로(영어: Surface Pro)는 마이크로소프트에서 처음으로 출시한 마이크로소프트 서피스이다. 2012년 6월 18일에 발표되었으며, 윈도우 8 프로를 탑재했다. 서피스 RT와는 달리 x64 프로세서를 채택하여 기존 윈도우 응용 프로그램도 구동할 수 있다. 서피스 프로는 2013년 2월 9일 발매되었다.